# Consejo de Todas las Tierras
Consejo de Todas las Tierras або Aukiñ Wallmapu Ngulam (рада всіх земель) — організація корінних жителів, яка націлена на створення «держави мапуче» в Чилі та Аргентині. Його лідером є веркен Аукан Уількаман. Організація сягає своїм корінням у «Comisión 500 años de resistencia» (Комісія 500 років опору), створену в 1989 році як групу, що відкололася від ADMAPU. У 1990 році комісія змінила назву на Consejo de Todas las Tierras